# Cláudia Villela
Cláudia Villela (Rio de Janeiro, 27 de agosto de 1961) é uma cantora de jazz brasileira.
Estudou no Conservatório Brasileiro de Música, formando-se em Musicoterapia. Em 1984 mudou-se para os Estados Unidos. Passou a cantar com o coral da Universidade de Stanford e o De Anza College Jazz Singers, apresentando-se em seguida em casas noturnas da região de San Francisco. Gravou três álbuns em dupla com o violonista Ricardo Peixoto. O terceiro, Inverse universe (2003), contou com uma participação especial de Toots Thielemans.

## Discografia
- 1996 - AsaVerde - X-Dot Records
- 1998 - Supernova - Jazz Heads Records
- 2003 - Inverse Universe - Inside Out Music
- 2004 - Dreamtales - Adventure Music